# Shinar

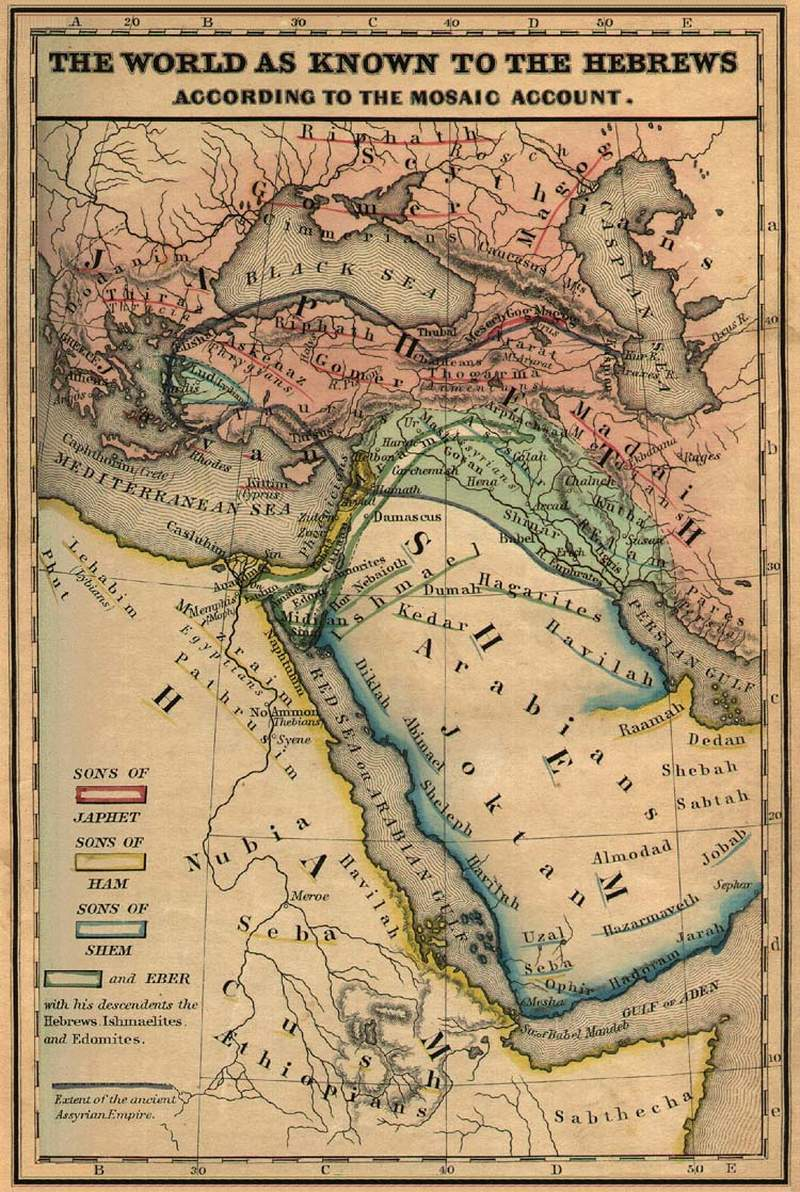
Le monde tel qu'il était connu par les Hébreux (carte de 1854)

Shinar, Shinéar ou Schinéar, en hébreu שִׁנְעָר (šinʿār) et (dans la Septante) Sennaar (en grec ancien : Σενναάρ / Sennaár), est le nom de la région sud de la Mésopotamie utilisé par la Bible hébraïque.

## Étymologie
L'origine du terme n'est pas établie. Shinar (שנער (šinʿār)) se rapproche du terme Šanḫaru utilisé dans des sources hittites, mitanniennes et syriennes pour désigner la Babylonie, au sud de la Mésopotamie.
Le nom égyptien correspondant est sngr (Sangara), identifié avec le Sanhar des lettres d'Amarna par Sayce. Toutes les hypothèses proposées pour expliquer l'origine du terme posent des difficultés. Une hypothèse suppose qu'il s'agit d'une forme occidentale pour le nom Sumer. Cette suggestion pose des problèmes philologiques car elle ne permet pas d'expliquer la présence de la lettre ʿayin dans le mot hébreu, consonne qui ne figure pas dans le mot « Sumer ». Dans cette hypothèse, le terme dérive du mot sumérien ki-en-gi (-r), correspondant à l'akkadien šumerum. Le groupe de consonnes /ng/ aurait conduit à /m/ en akkadien, à /nḫ/ en hittite et à /nʿ/ en hébreu. Le /k/ initial serait devenu /š/. Une autre hypothèse fait dériver le nom d'une tribu kassite, les Šamḫarites, qui auraient donné leur nom à toute la région,.
Sayce (1895) a identifié Shinar comme apparenté aux noms suivants : Sangara/Sangar mentionné dans le contexte des conquêtes asiatiques de Thoutmosis III (XVe siècle avant notre ère); Sanhar/Sankhar des Lettres d'Amarna (XIVe siècle avant notre ère); le Singara des Grecs; et Sinjar moderne, en Haute Mésopotamie, près de la rivière Khabur. En conséquence, il a proposé que Shinar était en Haute Mésopotamie, mais a reconnu que la Bible donne des preuves importantes qu'il était dans le sud,.
Albright (1924) a suggéré l'identification avec le Royaume de Khana.

## Apparitions dans la Bible
Le nom Šinʿar apparaît huit fois dans la Bible hébraïque, ainsi que dans le livre des Jubilés, dans laquelle on fait référence à Babylone. Cet emplacement de Shinar ressort de sa description comme englobant à la fois Babel/Babylone (dans le nord de Babylone) et Erech/Uruk (dans le sud de Babylone). Dans le Livre de la Genèse 10:9-10, le début du royaume de Nimrod aurait été Babel [Babylone], Erech [Uruk], Akkad et Calneh, au pays de Shinar. Le verset 11:2 déclare que Shinar a entouré la plaine qui est devenue le site de la Tour de Babel après le grand Déluge. Après le déluge, les fils de Sem, Cham et Japhet sont restés d'abord dans les hautes terres d'Arménie et puis ont émigré à Shinar. Lorsqu'Assur voit ce qui se passe au sujet de la rébellion des fils des hommes qui construisent la Tour de Babel, il est mentionné en Genèse 10:11-12, qu'il sortit de là bien que Shinar fît partie de son héritage.
L'endroit est mentionné dans le Livre de la Genèse (10:9-12, 11:2, 14:1-16), dans le Livre de Josué (7:21), le Livre d'Isaïe (11:11), le Livre de Daniel (1:1-2) et le Livre de Zacharie (5:11) comme un synonyme pour Babylone.
C'est également le cas pour le nom Schéschac (hébreu : שֵׁשַׁךְ) que l'on retrouve à deux reprises dans le Livre de Jérémie (25:26 et 51:41) que l'Éternel identifie à Babylone par la bouche de son prophète Jérémie, dont le ministère a duré plus de 40 ans à compter d'environ 627 av JC. La parole de l'Éternel lui fut adressé lors de la 13e année du règne de Josias, fils d'Amon, roi de Juda. La Bible déclare que Josias est devenu roi à l'âge de 8 ans, donc il était âgé d'environ 21 ans lorsque le ministère de Jérémie a commencé. Au temps de Jojakim, fils de Josias. Au chapitre 20 du Livre de Jérémie, nous sommes rendu au temps de Sédécias, fils de Josias, roi de Juda, qui précède de peu l'époque où Jérusalem fut emmenée en captivité. (Jérémie 1:1-3).
À ce moment de l'histoire, Babylone est gouvernée par le peuple des Chaldéens. Ce peuple, selon la table des peuples, serait descendants d'Arpacschad, fils de Sem, qui s'est installé dans la région antique de la Chaldée. Le Siège de Jérusalem (587/586 av. J.-C.) par le roi Nabuchodonosor II, qui est chaldéen arrive tel qu'annoncé. À ce moment de l'histoire, le ministère de Jérémie continu afin d'aviser que Babylone sera châtiée en faisant venir des nations contre elle. Les royaumes d'Ararat (Mont Ararat), de Minni, d'Ashkenaz, les rois de Médie (Mèdes), ses gouverneurs et tous ses chefs et tout le pays sera sous leur domination.
La Bible déclare qu'Israël est le pays ou règne le Saint-Nom de l'Éternel et que ce pays Lui appartient plus particulièrement, même si toute la terre est à Lui, afin qu'il y ait un phare pour tous ceux qui le cherche. Pour comprendre des textes prophétiques de ce type, c'est là que devient important de comprendre à quoi servent les listes de descendance que l'on retrouve à l'intérieur des textes bibliques, la raison pour laquelle le livre de la Genèse explique la façon dont la terre a été séparée entre les fils de Noé, que c'est pour cela qu'il existe la table des peuples et des cartes du monde connu par les hébreux à partir de la descendance de Noé. Cela permet donc de savoir peu importe à l'époque où nous nous trouvons, de quelle région de la terre il est question dans le texte et que les points cardinaux sont toujours en fonction du point de vu de son pays, la terre d'Israël. Alors nous sommes en mesure de comprendre que l'Éternel appelle les descendants de Japhet, Tel la région des peuples issus d'Ashkenaz et de Madaï que la Bible appel peuple de Minni. Quoi qu'il en soit, c'est aussi ce que l'histoire raconte, puisque nous connaissons l'histoire de Cyrus le Grand, issu des princes Mèdes qui a conquis l'empire babylonien avec ses princes, ses gouverneurs et son armée.

## Citation biblique

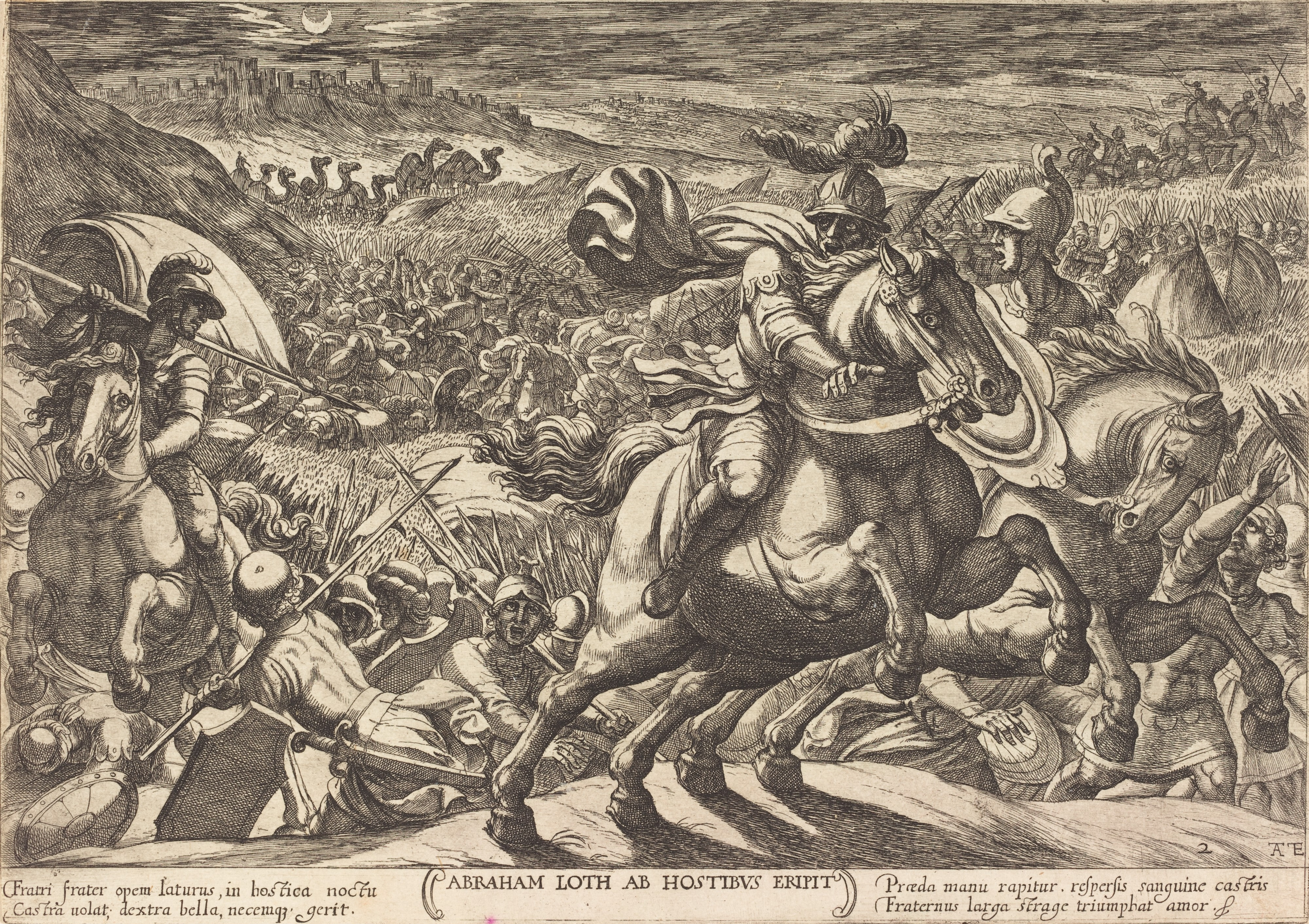
Image de la bataille d'Abram pour sauver son neveu Lot.

Il fut un vaillant chasseur devant l’Éternel; c’est pourquoi l’on dit: Comme Nimrod, vaillant chasseur devant l’Éternel. Il régna d’abord sur Babel (Babylone), Érec (Uruk), Akkad et Calné, au pays de Schinear. De ce pays-là sortit Assur; il bâtit Ninive, Rehoboth Hir, Calach, et Résen entre Ninive et Calach; c’est la grande ville.
Gn 10.9–12
Comme ils étaient partis de l’orient, ils trouvèrent une plaine au pays de Schinear, et ils y habitèrent.

Gn 11.2

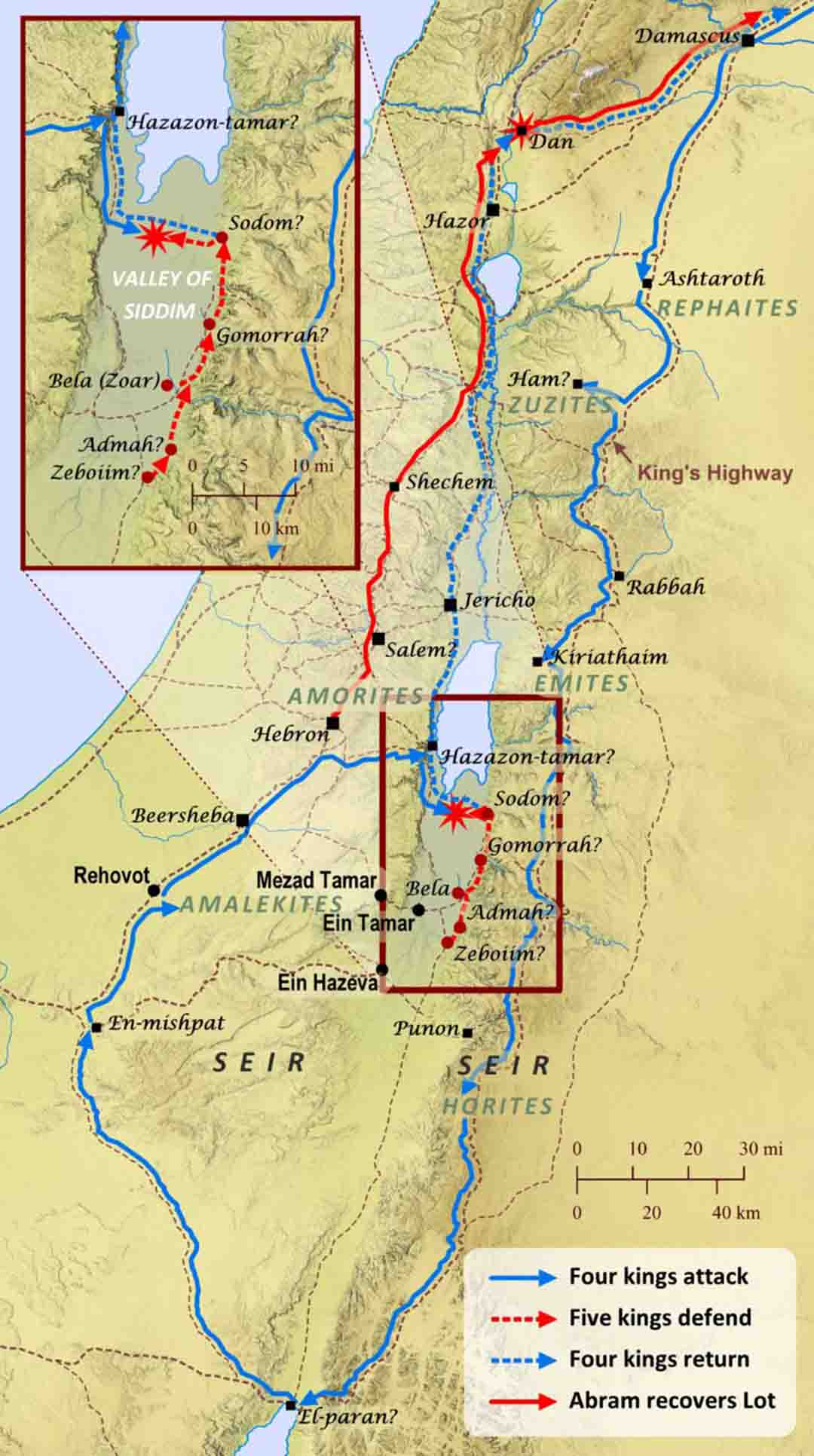
Carte de la bataille de la vallée de Sittim créée par David Barrett avec Bible Mapper (biblemapper.com)

Dans le temps d’Amraphel (Nimrod), roi de Schinear (Babylone), d’Arjoc, roi d’Ellasar (Alashiya), de Kedorlaomer, roi d’Élam, et de Tideal (Tudhaliya), roi de Gojim (Gutis ou Goy), il arriva qu’ils firent la guerre à Béra, roi de Sodome, à Birscha, roi de Gomorrhe, à Schineab, roi d’Adma, à Schémeéber, roi de Tseboïm, et au roi de Béla, qui est Tsoar. Ces derniers s’assemblèrent tous dans la vallée de Siddim, qui est la mer Salée (Mer Morte). Pendant douze ans, ils avaient été soumis à Kedorlaomer; et la treizième année, ils s’étaient révoltés. Mais, la quatorzième année, Kedorlaomer et les rois qui étaient avec lui se mirent en marche, et ils battirent les Rephaïm à Aschteroth-Karnaïm, les Zuzim à Ham, les Émim à Schavé-Kirjathaïm (Kiryat Yéarim), et les Horiens dans leur montagne de Séïr, jusqu’au chêne de Paran, qui est près du désert. Puis ils s’en retournèrent, vinrent à En-Mischpath, qui est Kadès, et battirent les Amalécites sur tout leur territoire, ainsi que les Araméens établis à Hatsatson-Thamar (Ein Gedi). Alors s’avancèrent le roi de Sodome, le roi de Gomorrhe, le roi d’Adma, le roi de Tseboïm, et le roi de Béla, qui est Tsoar; et ils se rangèrent en bataille contre eux, dans la vallée de Siddim (traduit aussi part : la vallée des Siddim, qui est devenue la mer du Sel), contre Kedorlaomer, roi d’Élam, Tideal (Tudhaliya), roi de Gojim (Gutis ou Goy), Amraphel (Nimrod), roi de Schinear (Babylone), et Arjoc, roi d’Ellasar (Alashiya): quatre rois contre cinq. La vallée de Siddim était couverte de puits de bitume; le roi de Sodome et celui de Gomorrhe prirent la fuite, et y tombèrent; le reste s’enfuit vers la montagne. Les vainqueurs enlevèrent toutes les richesses de Sodome et de Gomorrhe, et toutes leurs provisions; et ils s’en allèrent. Ils enlevèrent aussi, avec ses biens, Lot, fils du frère d’Abram, qui demeurait à Sodome; et ils s’en allèrent. Un fuyard vint l’annoncer à Abram, l’Hébreu; celui-ci habitait parmi les chênes de Mamré, l’Araméen, frère d’Eschcol et frère d’Aner, qui avaient fait alliance avec Abram. Dès qu’Abram eut appris que son frère avait été fait prisonnier, il arma trois cent dix-huit de ses plus braves serviteurs, nés dans sa maison, et il poursuivit les rois jusqu’à Dan. Il divisa sa troupe, pour les attaquer de nuit, lui et ses serviteurs; il les battit, et les poursuivit jusqu’à Choba, qui est à la gauche de Damas. Il ramena toutes les richesses; il ramena aussi Lot, son frère, avec ses biens, ainsi que les femmes et le peuple.

Gn 14.1–16
J’ai vu dans le butin un beau manteau de Schinear, deux cents sicles d’argent, et un lingot d’or du poids de cinquante sicles; je les ai convoités, et je les ai pris; ils sont cachés dans la terre au milieu de ma tente, et l’argent est dessous.

Jos 7.21
Le Seigneur livra entre ses mains Jojakim, roi de Juda, et une partie des ustensiles de la maison de Dieu. Nebucadnetsar emporta les ustensiles au pays de Schinear, dans la maison de son dieu, il les mit dans la maison du trésor de son dieu.

Dn 1.1–2.
Dans ce même temps, le Seigneur étendra une seconde fois sa main, Pour racheter le reste de son peuple, Dispersé en Assyrie et en Égypte, A Pathros et en Éthiopie, A Élam, à Schinear et à Hamath, Et dans les îles de la mer.

Es 11.11
Il me répondit: Elles vont lui bâtir une maison dans le pays de Schinear; et quand elle sera prête, il sera déposé là dans son lieu.

Za 5.11
A tous les rois du septentrion, Proches ou éloignés, Aux uns et aux autres, Et à tous les royaumes du monde Qui sont sur la face de la terre. Et le roi de Schéschac boira après eux.

Jr 25.26
Eh quoi! Schéschac est prise! Celle dont la gloire remplissait toute la terre est conquise! Eh quoi! Babylone est détruite au milieu des nations! La mer est montée sur Babylone: Babylone a été couverte par la multitude de ses flots. Ses villes sont ravagées, La terre est aride et déserte; C’est un pays où personne n’habite, Où ne passe aucun homme. Je châtierai Bel à Babylone, J’arracherai de sa bouche ce qu’il a englouti, Et les nations n’afflueront plus vers lui. La muraille même de Babylone est tombée!
Jr 51.41–44

## Le livre des Jubilées
Le Livre des Jubilés 9:3 attribue Shinar (ou, dans le texte éthiopien, Sadna Sena`or) à Assur, fils de Sem. 
À Assur revint la 2e portion, tout le pays d'Assur, de Ninive, de Shinar et jusqu'à la frontière de l'Inde ; cette portion monte et longe le fleuve.

Jubilées 9:3
Jubilées 10:18-20 déclare que la Tour de Babel a été construite avec du bitume de la mer de Shinar.
Et dans la 1ere année de la 2e semaine du 33e jubilé, Péleg prit pour femme Lomna, fille de Sina'ar, et elle lui donna un fils dans la 4eme année de cette semaine, et il l'appela Réou, car il dit: "Voici que les fils de l'homme sont devenus malveillants par leur mauvais dessein de se construire une ville et une tour dans le pays de Shinar. Voici qu'ils quittèrent le pays d'Ararat, à l'est, pour se rendre à Shinar; et de son vivant, ils construisirent la ville et la tour, en disant: "Allons, nous allons ainsi nous élever jusqu'au ciel. Et dans la 4e semaine ils se mirent à bâtir et fabriquèrent des briques avec du feu, et ces briques leur servirent de pierre, et l'argile avec laquelle ils les cimentèrent était l'asphalte qui provenait de la mer et des sources d'eau du pays de Shinar.

Jubilées 10:18-20
Pour cette raison, tout le pays de Shinar est appelé Babel, car le Seigneur y a confondu tout le langage des fils des hommes, et de là ils se sont dispersés dans leurs villes, chacun selon sa langue et sa nation. L'Éternel envoya un puissant vent sur la tour et elle fut renversée sur la terre, et voici qu'elle se trouvait entre Assur et Babylone, dans le pays de Shinar, et on lui donna le nom de "Renversement". Au début de la 1e année de la 4e semaine du 34e jubilé, ils furent dispersés du pays de Shinar.

Jubilées 10:25-27

David Rohl a émis l'hypothèse que la tour était en fait située à Eridu, qui était autrefois située sur la côte du golfe Persique, où se trouvent les ruines d'une ancienne Ziggurat massive travaillée à partir de bitume.